# سدریک ژروه
سدریک دپاسکال (تلفظ فرانسوی: [sedʁik dəpaskal]؛ زادهٔ ۷ ژوئن ۱۹۷۹) که به‌طور حرفه‌ای به نام سدریک ژروه (تلفظ فرانسوی: [sedʁik ʒɛʁvɛ]) شناخته می‌شود، دی‌جی، تهیه‌کنندهٔ موسیقی، بازیگر ساکن میامی بیچ، فلوریدا است. در سال ۲۰۱۳، او ریمیکسی از «اندوه تابستانی» از لانا دل ری را تهیه‌کنندگی کرد که برایش برندهٔ یک جایزه گرمی شد.